# Centrum Badawcze Polskiego Internetu Optycznego

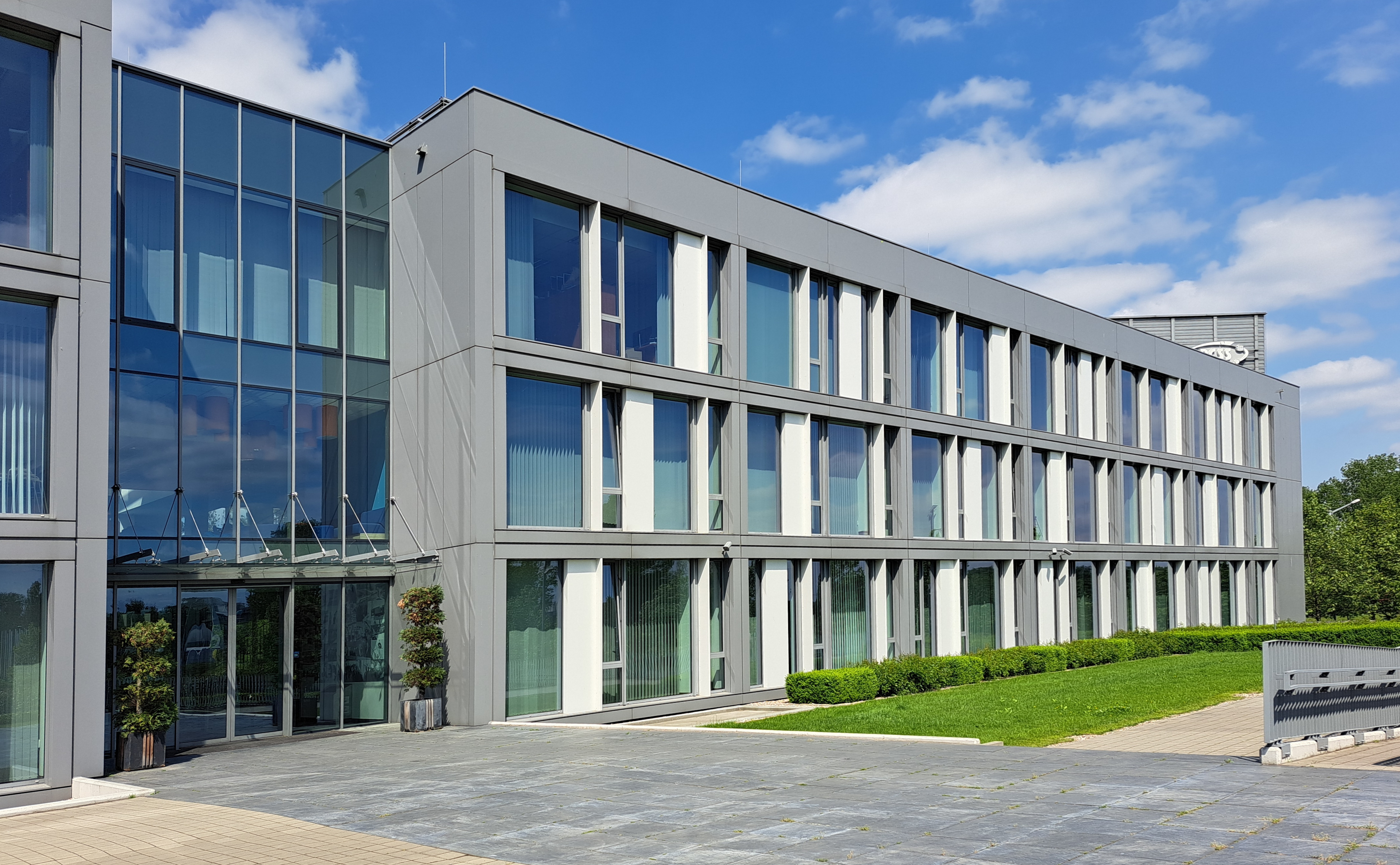
Wejście do budynku Centrum

Centrum Badawcze Polskiego Internetu Optycznego (CBPIO) – centrum danych i obiekt laboratoryjno-biurowy zlokalizowany przy ul. Jana Pawła II w Poznaniu (Berdychowo, na obszarze SIM Święty Roch, w sąsiedztwie kampusu Politechniki Poznańskiej). 
Centrum stanowi bazę dla rozwoju badań i wdrożeń w zakresie infrastruktury elektronicznej, technologii informacyjno-komunikacyjnych oraz ich zastosowań praktycznych. Kompleks obiektów Centrum jest też główną siedzibą Poznańskiego Centrum Superkomputerowo-Sieciowego (PCSS), afiliowanego przy Instytucie Chemii Bioorganicznej Polskiej Akademii Nauk. PCSS i Politechnikę łączy współpraca w ramach Wielkopolskiego Centrum Zaawansowanych Technologii Informacyjnych (WCZTI). Laboratoria CBPIO są zintegrowane z siecią informatyczną PIONIER, co uczyni je dostępnymi dla środowisk naukowych w Polsce i innych krajach.
Planowany jest dalszy rozwój kompleksu badawczego, co przewidziano jako element Wielkopolskiego Klastra Teleinformatycznego, którego PCSS jest członkiem założycielem.
Łączna wartość projektu, który był współfinansowany ze środków Unii Europejskiej wyniosła blisko 100 mln PLN.
Autorem projektu budynku CBPIO był Marian Fikus. Projekt budowlany opracowała Pracownia Architektoniczna Ewy i Stanisława Sipińskich. Kamień węgielny obiektu wmurowano w 2013.